# Pierre Stanislas Maruejouls
Pour les articles homonymes, voir Maruéjouls.
Pierre Stanislas Maruejouls est un homme politique français né le 5 mai 1732 à Gaillac (Tarn) et décédé le 24 février 1812 à Montans (Tarn).
Propriétaire, administrateur du district de Gaillac, il est député du Tarn à la Convention, votant pour la détention de Louis XVI. Il est député de la convention nationale du 5 septembre 1792 au 26 octobre 1795. Il fait partie du groupe de la plaine.